# آلپ (آلر)
آلپ (به آلمانی: Alpe) یک رود در آلمان است که در نیدرزاکسن واقع شده‌است.